# جی‌اس کلتکس
جی‌اس کلتکس (انگلیسی: GS Caltex) شرکت پالایش نفت کره‌ای است، که در سال ۱۹۶۷ توسط گروه جی‌اس و شورون تأسیس شد.